# Ischnomera fuscipennis
Ischnomera fuscipennis es una especie de coleóptero de la familia Oedemeridae.

## Distribución geográfica
Habita en Turquía.